# Јасмина Николић
Јасмина Николић (Пожаревац, 1968) је директорка Историјског архива Пожаревац. Магистрирала је и докторирала на Одељењу за етнологију и антропологију Филозофског факултета Универзитета у Београду.

## Биографија
Др Јасмина Николић рођена је 1968. године у Пожаревцу, ту је и завршила гимназију. Студирала је, а затим и магистрирала и докторирала на Одељењу за етнологију и антрополигју Филозофског факултета Универзитета у Београду.
Радила је две године на Одељењу за етнологију и антропологју Филозофског факултета у Београду, а затим 5 година у Министарству културе Републике Србије.
Од 2001. године запослена је у Историјском архиву Пожаревац као архивист-руководилац одељења. На дужности директора је од 2003. године.
Она је главни уредник међународног стручног часописа "Записи" - Годишњак Историјског архива Пожаревац.
Аутор је или коаутор многих стручних и научних радова, већег броја архивистичких изложби и сталне изложбене поставке и пратећих публикација.
Добитиник је Повеље културе за постигнуте изванредне резултате у култури и науци Културно-просветно заједнице Србије и Повеље Града Пожаревца.